# John Jacob Astor, 1. Baron Astor of Hever

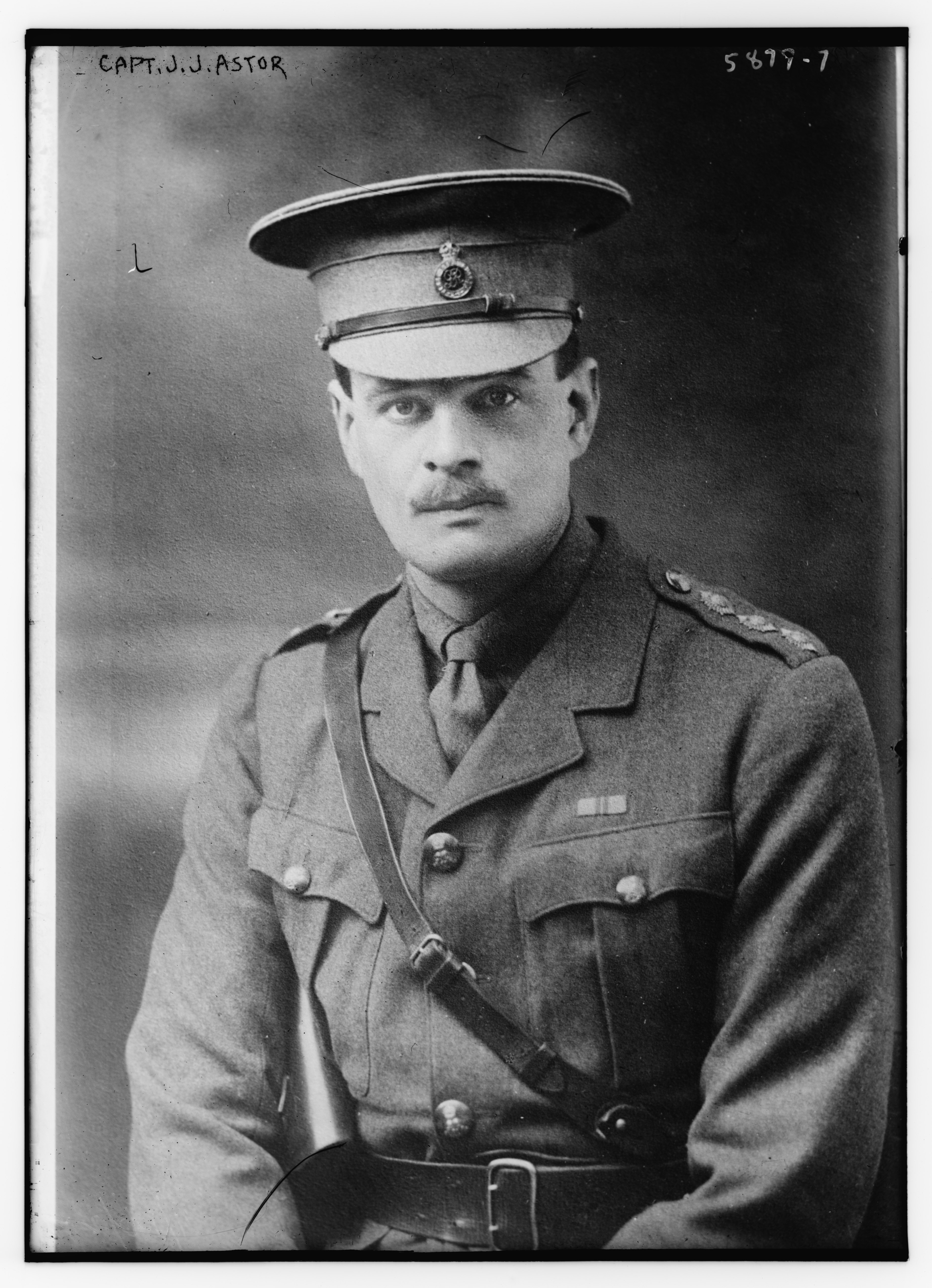
John Jacob Astor (1900)

John Jacob Astor, 1. Baron Astor of Hever (auch: John Jacob Astor V, * 20. Mai 1886 in New York City; † 19. Juli 1971 in Cannes) war der erste Träger des Titels Baron Astor of Hever. Seine Eltern waren William Waldorf Astor, 1. Viscount Astor, und Mary Dahlgren Paul. Mit seinen Nachfahren begründete er den Zweig der Astor-Familie in Großbritannien.

## Leben
Er absolvierte das Eton College und erwarb 1906 den Rang eines Offiziers der 1st Life Guards. Astor gewann zusammen mit Vane Pennell eine Goldmedaille im Rackets im Doppel und eine Bronzemedaille im Einzel bei den Olympischen Sommerspielen 1908. 1911–1914 diente er als Adjutant bei Baron Hardinge, dem Vizekönig von Indien. Er kämpfte im Ersten Weltkrieg und wurde zweimal verwundet. Er wurde mit dem Orden der Ehrenlegion ausgezeichnet (Chevalier, Legion of Honour).
Von 1922 bis 1945 wurde im Wahlbezirk Dover ins House of Commons als Vertreter der Konservativen Partei gewählt. Von 1922 bis 1959 war er Eigentümer der Times. 1940–1944 war er Lieutenant-Colonel des 5th Battalion, City of London, Home Guard. Von 1929 bis 1952 hatte er das Amt eines Friedensrichters (J.P.) für Kent inne.
Er war Ehren-Oberst der Kent and Sussex Royal Guard Artillery, Territorial Army von 1927 bis 1946 sowie von 1928 bis 1949 Ehren-Oberst des 23. London Regiment, Territorial Army.
Zwischen 1934 und 1960 war er Direktor der Hambros Privatbank und zwischen 1942 und 1952 war er Direktor der Barclays Bank. Daneben war er zwischen 1942 und 1952 Vize-Chairman und zwischen 1952 und 1958 Chairman der Phoenix Versicherung/Insurance. Von 1929 bis 1946 war er einer der Direktoren der Great Western Railway.
Am 21. Januar 1956 wurde er zum 1. Baron Astor of Hever, of Hever Castle, Kent, U.K., ernannt.

## Familie
Er heiratete am 28. August 1916 Lady Violet Mary Elliot-Murray-Kynynmound, Tochter von Gilbert John Elliot-Murray-Kynynmound, 4. Earl of Minto und Lady Mary Caroline Grey. Er war der Vater von Gavin Astor und der Großvater von John Astor. Sie hatten drei Söhne:
- Gavin Astor, 2. Baron Astor of Hever geb. 1. Juni 1918, † 1984
- Lt.-Col. Hon. Hugh Waldorf Astor geb. 20. November 1920, † 7. Juni 1999
- Hon. John Astor geb. 26. September 1923, † 1987

## Quelle
- Lt.-Col. John Jacob Astor, 1st Baron Astor of Hever auf thepeerage.com, abgerufen am 20. August 2015.